# Route 330 (Nouveau-Brunswick)
Pour les articles homonymes, voir Route 330.
La route 330 est une route locale du Nouveau-Brunswick située dans le nord-est de la province, dans la péninsule acadienne de Caraquet. Elle dessert les villages de Saint-Léolin et Grande-Anse, elle est longue de 10 kilomètres, et est pavée sur toute sa longueur.

## Tracé
La 330 débute à Black Rock, sur la route 135. Elle possède quelques courbes serrées en début de parcours, puis elle se dirige vers l'est pendant 4 kilomètres en étant nommée boulevard Saint-Joseph, en traversant Saint-Léolin. Elle bifurque ensuite vers le nord pendant 5 kilomètres, nommée avenue du Portage, puis elle se termine sur la route 11, à Grande-Anse. 

## Intersections principales
| Route 330  |                    |    |                                             |                              |
| Comté      | Location           | km | Intersection/Destinations                   | Notes                        |
| Gloucester | Black Rock         | 0  | R-135, Pokeshaw, Paquetville, Saint-Isidore | début de la 330              |
| Gloucester | Saint-Léolin       | 5  | Chemin des Boudreau est, Bertrand, Caraquet | La 330 bifurque vers le nord |
| Gloucester | Village Saint-Paul | ~7 | Chemin Dugas est, Dugas, Maisonnette        |                              |
| Gloucester | Grande-Anse        | 10 | R-11, Bathurst, Caraquet, Tracadie-Sheila   | fin de la 330                |